# San Pietro nera
San Pietro nera es una variedad cultivar de ciruelo (Prunus domestica), de las denominadas ciruelas europeas.
Una variedad de ciruela muy antigua de parentales desconocidos, autóctona, muy reconocida en la región de Bolonia Italia. Las frutas tienen un tamaño mediano de forma elíptica, alargada, con un cuello definido, con la piel color amarillo verdoso a rojo púrpura cuando está completamente maduro, con una ligera capa de pruina blanquecina, y pulpa de un color amarillento en la zona del hueso y rojizo en la zona debajo de la piel, textura medianamente firme a blanda, moderadamente jugoso, y con poco o ningún sabor, por lo cual se utiliza en preparaciones culinarias.

## Sinonimia
- "Prugna San Pietro nera",
- "Susino San Pietro nera".[2]

## Historia
'San Pietro nera' variedad de ciruela antigua variedad autóctona de la zona norte de Italia. Variedad incluida en el listado nacional de "Productos Agroalimentarios Tradicionales".
'San Pietro nera' está cultivada en bancos de germoplasma de cultivos vivos tal como en National Fruit Collection (Colección Nacional de Fruta) de Reino Unido con el número de accesión: 1958-145 y Nombre Accesión : San Pietro Nera. Recibido por "The National Fruit Trials" (Probatorio Nacional de Fruta) procedente del vivero « Vivai Coop. Ansaloni » Bolonia (Italia), para evaluar sus características en 1958.

## Características
'San Pietro nera' es un árbol muy vigoroso y vital. Las ramas principales son de ángulo amplio. Es autofértil, la flor es medianamente grande y bien desarrollada. Es bastante tolerante a las heladas tardías durante la época de floración. Tiene un 10% de floración para el 14 de abril, para el 18 de abril 80% de floración y para el 3 de mayo el 90% de caída de pétalos.
'San Pietro nera' tiene una talla de tamaño medio, de forma ovalada oblonga, y con un peso promedio de 25.70gr; epidermis tiene una piel moderadamente gruesa, firme, de color amarillo verdoso a rojo púrpura cuando está completamente maduro, con una ligera capa de pruina blanquecina, con línea de sutura ligeramente pronunciada; pedúnculo de longitud promedio 13.52mm, fino; pulpa de color amarillento en la zona del hueso y rojizo en la zona debajo de la piel, textura medianamente firme a blanda, moderadamente jugoso, y con poco o ningún sabor.
Hueso adherido, grande compacto, alargado, asimétrico curvado, con el surco dorsal muy ancho y profundo, los laterales más superficiales, zona ventral sobresaliente, superficie rugosa.
Su tiempo de maduración varía según la región y las condiciones climáticas, maduración mediana en la segunda decena del mes de agosto. Las frutas son óptimas para procesamiento en compota.

## Usos
La temporada de maduración es mediana. Los frutos de poco sabor tienen una excelente calidad destinada a la elaboración de compotas.